# 王海红
王海红（1967年8月—），女，汉族，陕西洛南人，1987年12月加入中国共产党。中华人民共和国政治人物。

## 人物经历
2022年3月，出任青海省民政厅厅长。2023年1月，当选为青海省人民政府副省长。